# Beaulieu-sur-Dordogne (tổng)
Tổng Beaulieu-sur-Dordogne là một tổng của Pháp tọa lạc tại tỉnh Corrèze trong vùng Lumousin.

## Địa lý
Tổng này được tổ chức xung quanh Beaulieu-sur-Dordogne trong quận Brive-la-Gaillarde. Độ cao khu vực này là 120 m (La Chapelle-aux-Saints) à 544 m (Chenailler-Mascheix) độ cao trung bình trên mực nước biển là 257 m.

## Hành chính
| Giai đoạn | Ủy viên            | Đảng | Tư cách |
| --------- | ------------------ | ---- | ------- |
| 2004-2011 | Jacques Descargues | PS   |         |

### Kết quả bầu cử tổng này ngày 21 tháng 3 năm 2004
- Jacques Descargues (PS)
- Jacques Vigier (UMP), thị trưởng Beaulieu-sur-Dordogne
- Laetitia Frederich (FN)
- Jean-Marie Roume (PCF), thị trưởng Nonards

## Phân chia đơn vị hành chính
Tổng Beaulieu-sur-Dordogne được chia thành 13 xã và khoảng 3 777 người (điều tra dân số năm 1999 không tính trùng dân số).
| Xã                     | Dân số | Mã bưu chính | Mã insee |
| ---------------------- | ------ | ------------ | -------- |
| Astaillac              | 220    | 19120        | 19012    |
| Beaulieu-sur-Dordogne  | 1 286  | 19120        | 19019    |
| Billac                 | 192    | 19120        | 19026    |
| Brivezac               | 199    | 19120        | 19032    |
| La Chapelle-aux-Saints | 164    | 19120        | 19044    |
| Chenailler-Mascheix    | 170    | 19120        | 19054    |
| Liourdres              | 182    | 19120        | 19116    |
| Nonards                | 334    | 19120        | 19152    |
| Puy-d'Arnac            | 236    | 19120        | 19169    |
| Queyssac-les-Vignes    | 180    | 19120        | 19170    |
| Sioniac                | 207    | 19120        | 19260    |
| Tudeils                | 225    | 19120        | 19271    |
| Végennes               | 182    | 19120        | 19280    |

## Thông tin nhân khẩu
| 1962                                                     | 1968  | 1975  | 1982  | 1990  | 1999  |
| -------------------------------------------------------- | ----- | ----- | ----- | ----- | ----- |
| 4 623                                                    | 5 044 | 4 627 | 4 416 | 3 983 | 3 777 |
| Nombre retenu à partir de 1962 : dân số không tính trùng |       |       |       |       |       |